# Сирна війна

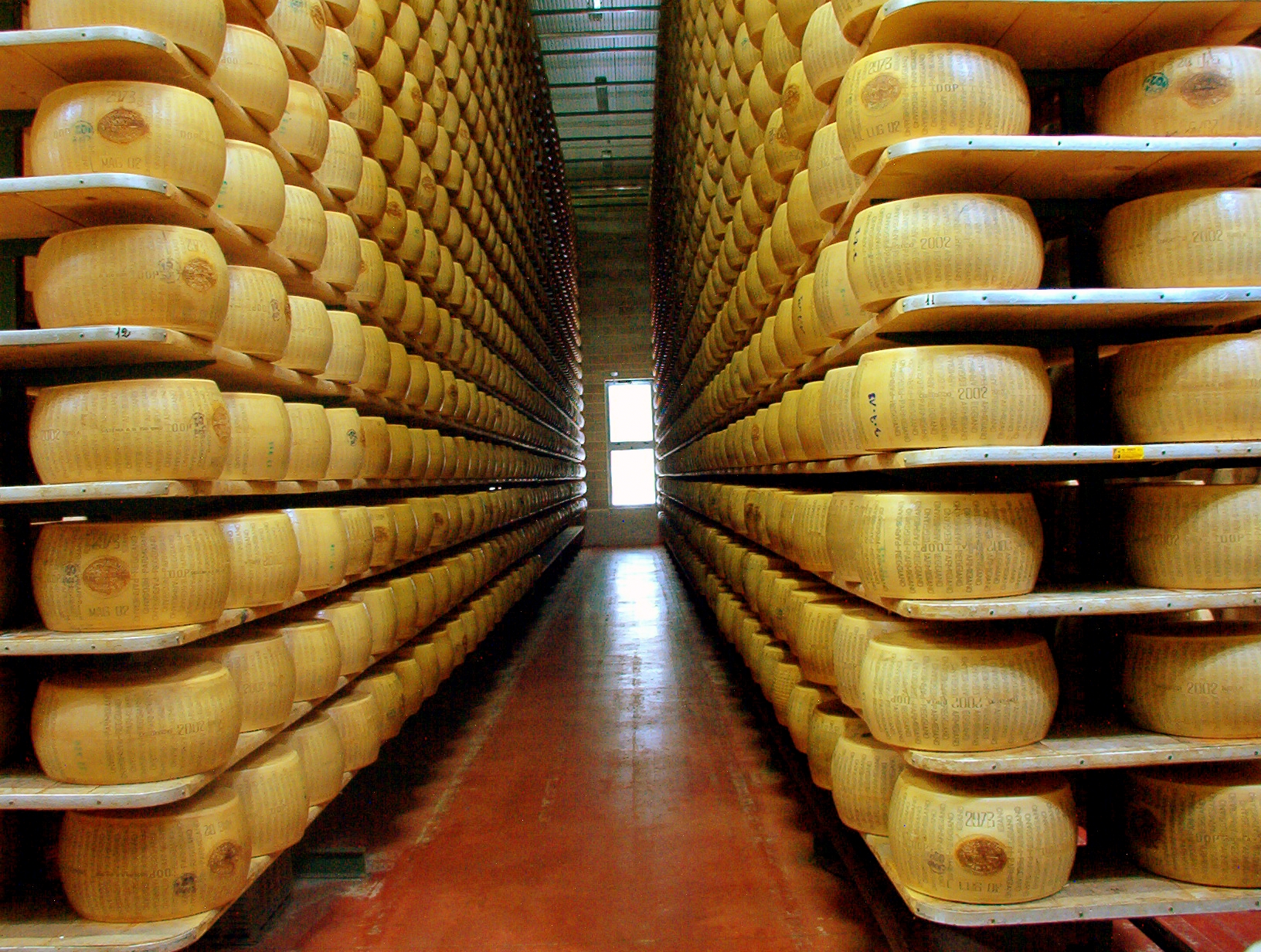

Сирна війна — торговельно-економічне протистояння між Україною та Росією в першій половині 2012 року. Розпочалася внаслідок боротьби за російський ринок збуту, також була використана як інструмент економічного тиску на Україну з боку Росії.
Приводом до початку Сирної війни стала заява про низьку якість твердих сирів українського виробництва, виголошена головним державним санітарним лікарем РФ Геннадієм Онищенком.
Одним з мотивів ведення Сирної війни виявився доволі високий рівень імпорту пальмової олії на територію України. При цьому факт значних обсягів реекспорту цього продукту з України в Росію російською стороною всіляко замовчується (2009 року Україна займала 3-тє місце серед експортерів в Росію, 2010 — 4-те місце з долею близько 14 % всієї імпортованої Росією пальмової олії).

## Хронологія подій
11 січня 2012 року Онищенко заявив:  «за четвертий квартал 2011 року відбулося помітне погіршення споживчих властивостей сирів, що постачаються з України … Це помітний сегмент російського ринку. Тільки за останні десять місяців орієнтовний обсяг поставок становить 55,5 тисяч тонн … Основною проблемою є те, що при виробництві даного виду продукції в країні-імпортері безконтрольно використовуються рослинні компоненти, зокрема, пальмова олія» 
17 січня претензії Онищенка підтримав міністр сільського господарства і продовольства Білорусі:  «Ми ставимо жорстке питання, що не повинно бути замінників молочного жиру так званою пальмовою олією ні в морозиві, ні в маргарині, ні в сирах, ніде» 
17 січня Прем'єр-міністр України Микола Азаров відкинув закиди щодо низької якості українських сирів:  «Якщо раптом з якихось причин наші російські колеги обмежать доступ українських товарів на свій ринок, то, перш за все, постраждають вони самі, оскільки наші сири і гарної якості, і нижче за ціною» 
6 лютого Геннадій Онищенко заявив, що заборона на ввезення до Росії сиру деяких українських виробників буде введена вже цього тижня:  «За останніми даними, в ряді суб'єктів РФ була відібрана з торгових мереж сирна продукція, яка не відповідає технічному регламенту на молоко і молочну продукцію, затверджених законом РФ» 
8 лютого Росія офіційно заборонила імпорт з трьох сирзаводів України (ПП КФ «Прометей», (Чернігівська обл., входить до складу ДП "Мілкіленд-Україна"), АТ «Пирятинський сирзавод» і ТОВ «Гадячсир» (обидва — Полтавська обл.) через наявність невідповідності вимог Технічного регламенту на молочну продукцію та молоко РФ, а російський холдинг «Молочний альянс» заявив про те, що планує з 9 лютого призупинити виробництво сиру на Пирятинському сирзаводі у Полтавській області. За оцінками, продукція цих заводів становила близько 74% загального експорту в Росію.
9 лютого Онищенко демонстративно відмовився зустрічатися з українськими колегами, які прибули, щоб знайти вихід із «сирної проблеми». При цьому міністр аграрної політики України Микола Присяжнюк визнав, що має місце не низька якість українського сиру, а відмінність технічних вимог до виробництва:  «Ми повинні привести продукцію цих підприємств у відповідність з технічним регламентом та нормативними документами РФ. Ми розраховуємо протягом 10-12 днів відновити постачання сиру з трьох підприємств» 
10 лютого Геннадій Онищенко призупинив досягнуті домовленості «сирного питання» та в образливій формі відкоментував слова голови МЗС України Костянтина Грищенка:  «Я ознайомився з цими коментарями, зробленими на лекції студентам. Позицію зовнішньополітичного органу України, викладену майже на вуличному фольклорі, можна пояснити втомою кінця тижня і хвилюванням від заняття, не властивого настільки високій посадовій особі» 
11 лютого МЗС України заявило, що головний державний санітарний лікар Росії Геннадій Онищенко має оцінювати не політичні заяви глави МЗС України, а якість сиру. Цього ж дня навечір Росія відмовилася від попередніх домовленостей щодо врегулювання непорозуміння через необережні висловлювання українських чиновників.
14 лютого Онищенко заявив агентству Інтерфакс про те, що з продажу в Росії вилучили 5 тонн українського сиру, ще понад 120 тонн не пропустили через кордон через претензії до якості.
21 лютого Онищенко розповів, за яких умов український сир може повернутись на російські прилавки.
27 лютого без пояснення причин заборона на експорт сиру в Росію була поширена на Баштанський і Лозовський сирзаводи, завод компанії «Бель Шостка Україна» і Хмельницьку маслосирбазу.
28 лютого нереалізовані запаси сиру в Україні сягнули 16 тис. тонн або 1/5 від обсягів річного експорту в Росію.
1 березня у відповідь на заборону експорту твердого сиру в Білорусь Держветфітослужба України тимчасово призупинила ввезення на територію України молока і молочних продуктів з Білорусі, причина значне перевищення кількості антибіотиків в білоруській молочній продукції.
4 березня у відповідь на заборону імпорту Україною молока з Білорусі Білорусь пообіцяла не вводити обмеження на українські продукти.
19 березня всупереч попереднім заявам про необхідність проведення інспекцій російська сторона відмовилась інспектувати українські сироварні підприємства.
21 березня Міністерство закордонних справ України і 17 компаній-експортерів м'ясомолочної продукції підписали Меморандум про взаєморозуміння щодо співпраці в рамках Ради експортерів при МЗС для просування української продукції на зовнішні ринки.
27 березня прибулі в Україну російські експерти розпочали перевірку продукції підприємства «Гадячсир» на Полтавщині.
2 квітня закупівельні ціни на молоко у населення України впали до 1 грн. 70 коп. за літр.
11 квітня незалежна експертиза 4 дослідних лабораторій РФ та України не виявила рослинних олій в заборонених до експорту в Росію українських твердих сирах. При цьому заборонені технологією домішки пальмової олії були виявлені в сирі виробництва РФ. На експертизу були надані анонімні зразки 15 українських сирів, 5 російських та 2 білоруських.
26 квітня санітарна служба Росії офіційно дозволила поставки сиру з трьох українських заводів, які раніше проінспектували російські експерти. Продукція українських заводів «Дубномолоко», «Гадячсир» та «Прометей» лишилась заблокованою.
17 травня було знято перепони щодо імпорту сиру з підприємств «Гадячсир» та «Прометей».
9 червня фахівці Роспотребнадзору завершили інспекцію ще двох українських підприємств і не виявили порушень. Тим не менше, Онищенко заявив: 
| | \| «Вони не виконують всі домовленості. Так, ми перевірили заводи, але при цьому ми повинні були запустити механізм - щоб їх лабораторії, яким ми довіряємо, пройшли у нас акредитацію. Поки вони у цьому плані нічого не роблять»[9]. \| Оригінальний текст (рос.) «Они не выполняют все договоренности. Да, мы проверили заводы, но при этом мы должны были запустить механизм — чтобы их лаборатории, которым мы доверяем, прошли у нас аккредитацию. Пока они в этом плане ничего не делают» |
| «Вони не виконують всі домовленості. Так, ми перевірили заводи, але при цьому ми повинні були запустити механізм - щоб їх лабораторії, яким ми довіряємо, пройшли у нас акредитацію. Поки вони у цьому плані нічого не роблять». | |

11 червня російська інспекція видала припис щодо Лозівського молочного заводу та ПП «Рось». Приписи базуються на припущеннях Онищенка щодо можливих порушень: «Що стосується Лозівського заводу, то там виявлено досить серйозні порушення, які дають нам підстави з високим ступенем ймовірності припускати, що там може бути фальсифікація продукції та добавки рослинних олій»
24 липня Роспотребнадзор заявив, що Україною не надана "повна інформація про діяльність українських лабораторій по проведенню досліджень сирів з метою їх поставок на російський ринок". Також, російська санітарна служба відмовила «Лозовському молочному заводу» постачати сир на ринок РФ.

## Результати
Сирна війна підтвердила високу якість твердих сирів українського виробництва. Тим не менше, орієнтовні втрати українських виробників від невиконаного експорту склали біля $ 300 млн.